# Der Hölle so nahe…
Der Hölle so nahe... ist die 45-Minuten-Fernsehfassung des Dokumentarfilms ...mehr als 1000 Worte des israelischen Regisseurs Solo Avital aus dem Jahr 2006. Produziert wurde der Film von Oliver Berben und der Firma MOOVIE the art of entertainment.
Avital widmet sich darin der gefährlichen Arbeit von Ziv Koren, einem israelischen Fotojournalisten, der es sich zur Aufgabe gemacht hat, über den Nahostkonflikt zu berichten.

## Auszeichnungen

### Preise
- 2006: Bridge Festival Vancouver, Kanada – Best Feature Film
- 2006: Winnipeg International Film Festival, Kanada – Best Feature Documentary
- 2006: Real to Reel Film Festival, Cleveland County in North Carolina – Best Professional Documentary

### Nominierungen
- 2006: Seattle International Film Festival – Best Documentary
- 2006: Magnolia Award Shanghai Television Festival STVF – Best TV Film, Best Social Documentary